# Juliusz Wilczur-Garztecki
Juliusz Witold Wilczur-Garztecki, także Juliusz Garztecki ps. Wilczur, Ludwik, Maks (ur. 6 maja 1920 w Warszawie, zm. 2 kwietnia 2017 w Halinowie) – polski pisarz, krytyk literacki, tłumacz, publicysta, fotograf, oficer Armii Krajowej, pracownik aparatu bezpieczeństwa PRL, agent oraz współpracownik UB, funkcjonariusz GZI WP, kapitan WP.

## Życiorys

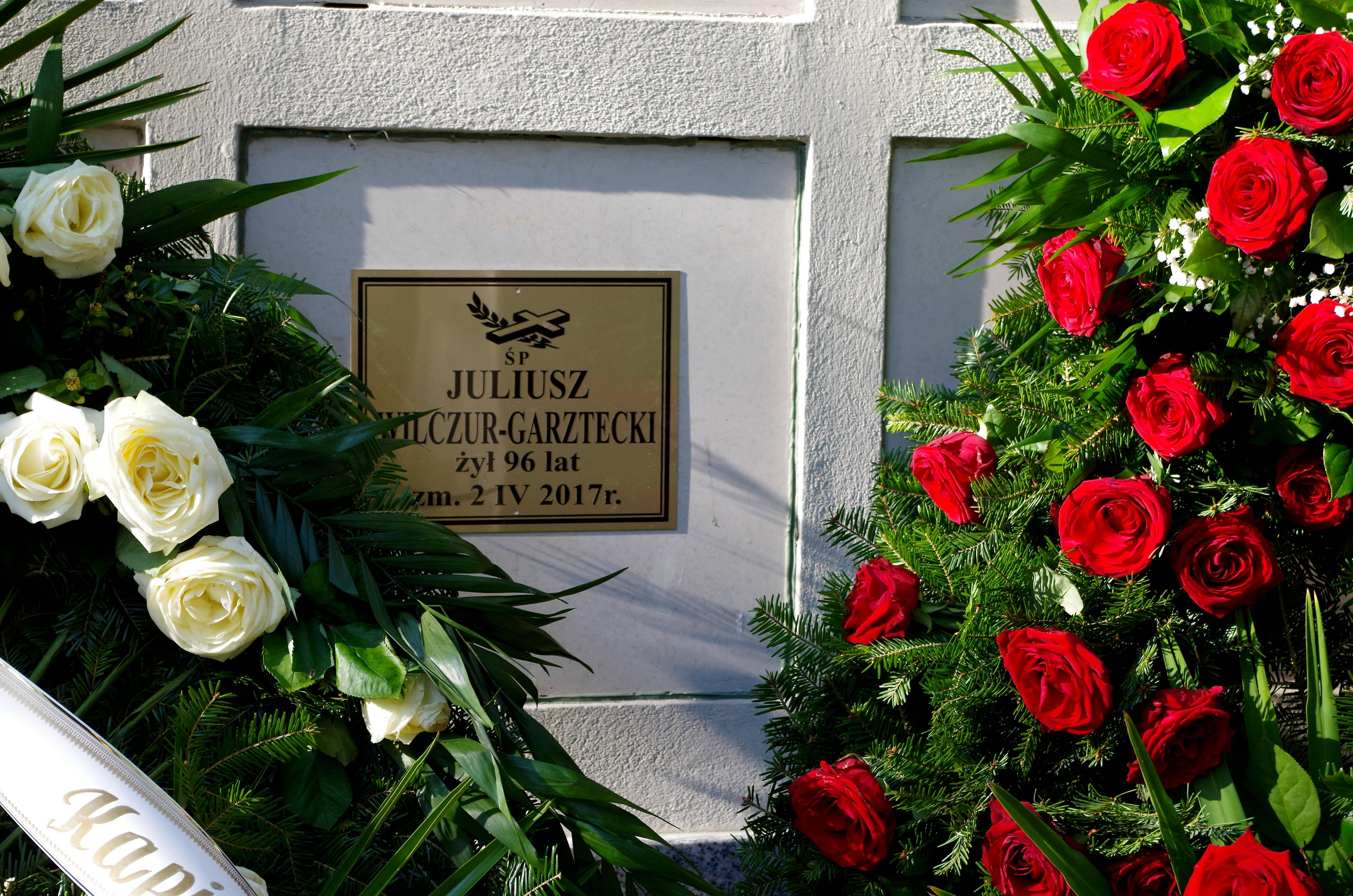
Grób Juliusza Wilczura-Garzteckiego w dniu pogrzebu na Cmentarzu ewangelicko-reformowanym w Warszawie

Syn Stanisława i Anny. Absolwent I Państwowego Gimnazjum i Liceum im. Stefana Batorego w Warszawie (matura 1938). Uczestnik kampanii wrześniowej, trafił do niewoli niemieckiej, skąd zbiegł. Na przełomie 1939/40 wstąpił do ZWZ. Współzałożyciel miesięcznika „Droga” wydawanego od 1943 podczas okupacji hitlerowskiej. W tym czasie przyjaźnił się z poetą Krzysztofem Kamilem Baczyńskim. Był oficerem kontrwywiadu Armii Krajowej, zastępcą szefa Referatu Politycznego Kontrwywiadu Komendy Głównej Armii Krajowej (kryptonim „Sonda”). Walczył w powstaniu warszawskim. We wrześniu 1944 opuścił szeregi AK i przeszedł do PAL, gdzie został zastępcą szefa II Oddziału KG PAL ds. kontrwywiadu. Po kapitulacji powstania udał się do oflagu II-D Gross Born (nr jeniecki 101669) w celu organizacji Komitetu Demokratycznego Obozu.
Po wyzwoleniu obozu wstąpił do wojska i został oficerem politycznym oraz korespondentem wojennym w Głównym Zarządzie Polityczno-Wychowawczym Wojska Polskiego. W 1945 przekazał archiwum kontrwywiadu AK w ręce UB, ujawniając wszystkich znanych sobie pracowników II Oddziału AK. W 1946 pracował w Polskiej Misji Wojskowej w Rzymie, w 1947 przeniesiony do centrali Oddziału II Sztabu Generalnego (wywiad). W 1947 zdemobilizowany, rozpoczął pracę jako wicekonsul w Rzymie, gdzie z ramienia Departamentu VII MBP zajmował się rozpracowaniem środowisk wywiadowczych 2. Korpusu Polskiego. Po dekonspiracji przeniesiony do Paryża na stanowisko wicekonsula i attaché ds. społecznych. W 1949 aresztowany przez UB, osadzony w więzieniu mokotowskim w Warszawie, gdzie został zwerbowany przez bezpiekę w więzieniu mokotowskim jako agent celny TW „Natan”. W więziennej celi rozpracowywał m.in.: księdza jezuitę Tomasza Rostworowskiego, wolnomularza Roberta Waltera; przedwojennego oficera i współpracownika wywiadu amerykańskiego kpt Jerzego Lewszeckiego; dowódcę WiN Antoniego Hedę czy oficera AK Tomasza Zana. Garztecki został ostatecznie zwolniony w 1954. Po uwolnieniu (z przerwą na okres od 1955–1957) był konfidentem służb specjalnych PRL (od 1957 Służby Bezpieczeństwa PRL jako TW „Maksym”). Współzałożyciel Klubu Krzywego Koła. Od 1957 pracował w Ministerstwie Spraw Zagranicznych, później zajmował się fotografią, publicystyką i tłumaczeniami. Był członkiem ZPAF-u oraz Fotoklubu Rzeczypospolitej Polskiej. Od 1976 uczestniczył w kombinacji operacyjnej SB polegającej na powołaniu fikcyjnej organizacji opozycyjnej o charakterze socjalistycznym używającej różnych nazw (Polscy Socjaliści – ogłoszono jej powstanie w 1979, Polska Partia Socjal-Demokratyczna). Celem operacji było najprawdopodobniej przejęcie kontroli nad żywiołowo powstającymi grupkami odwołującymi się do tradycji polskiego socjalizmu niepodległościowego. Zamiar ten nie udał się m.in. wobec podejrzeń odnośnie do Garzteckiego, jakie żywił Jan Józef Lipski, jeden z liderów środowiska opozycyjnych socjalistów w PRL. Niemniej grupa istniała aż do końca PRL.
W czasie stanu wojennego internowany, najprawdopodobniej w celu uwiarygodnienia jego osoby.

## Życie prywatne
Jego pierwszą żoną była Ewa Urszula Wilczur-Garztecka, współpracowniczka służb specjalnych PRL (ps. „Monika”, „Tkanina”), syn Marek Garztecki został dyplomatą i publicystą. Z drugą żoną, aktorką Haliną Jabłonowską, miał córkę Izę Garztecką-Kwiatkowską.
Pochowany na cmentarzu ewangelicko-reformowanym w Warszawie (kolumbarium CI-4-18).

## Odznaczenia i nagrody
- Złoty Medal „Zasłużony dla Fotografii Polskiej”[19]
- Nagroda Honorowa im. Fryderyka Kremsera[20]

## Wybrane publikacje
- Fotografia rodzinna (1977)
- Koralowce
- Armia Krajowa za i przeciw (2006)

## Tłumaczenia
- Neil Gaiman i Terry Pratchett – Dobry omen
- Allan Folsom – Pojutrze
- Robert Ludlum – Manuskrypt Chancellora
- Ken Follett – Skandal z Modiglianim
- Graham Masterton – Zaklęci
- Sven Hassel – Gestapo, Monte Cassino, Legion potępieńców, Generał SS, Towarzysze broni, Widziałem, jak umierają
- Alistair MacLean, Alastair MacNeill – Łamacz kodów
- David Bret "Edith Piaf"
- Jack Higgins – Czas zemsty, Gra dla bohaterów, Klucze do piekieł, Oko cyklonu
- Herman Wouk – Wichry wojny
- James P. Hogan – Gwiezdne dziedzictwo
- Mike Resnick – Wyrok na wyrocznię, Prorokini, Wróżbiarka, Wschodzący Eros
- Walter M. Miller – Kantyczka dla Leibowitza
- Karl Edward Wagner – Pierścień z krwawnikiem